# Hockey Club Monleale Sportleale
L'Hockey Club Monleale Sportleale, nota come Monleale Sportleale o Monleale, è una società italiana di hockey in-line e pattinaggio artistico a rotelle con sede a Monleale in provincia di Alessandria. I suoi colori sociali sono l'arancione e il blu ed è stato costituito nel 1995.

## Cronistoria
| Cronistoria dell'Hockey Club Monleale Sportleale |
| --- |
| - 1993 · Fondazione dell'A.S.D. Hockey Club Monleale Sportleale. - 2002 · Inizio attività hockey in-line. - 2002-2003 · Attività giovanile. - 2003-2004 · Attività giovanile. - 2004-2005 · Serie B. - 2005-2006 · Serie B. - 2006-2007 · Serie B. - 2007-2008 · Serie B. Promosso in Serie A2. - 2008-2009 · Serie A2. Promosso in Serie A1. - 2009-2010 · 8º in Serie A1. Ottavi di finale di Coppa Italia. - 2010-2011 · 9º in Serie A1. Quarti di finale di Coppa Italia. Seconda fase a gironi di Confederation Cup. - 2011-2012 · 3º in Serie A1, semifinale dei play-off scudetto. Seconda fase a gironi di Coppa Italia. - 2012-2013 · 2º in Serie A1, semifinale dei play-off scudetto. Prima fase a gironi di Coppa Italia. - 2013-2014 · 3º in Serie A1, finale dei play-off scudetto. Finale di Coppa Italia. - 2014-2015 · 7º in Serie A1, quarti di finale dei play-off scudetto. Quarti di finale di Coppa Italia. Finale di Supercoppa italiana - 2015-2016 · 5º in Serie A1, quarti di finale dei play-off scudetto. Superfinal di Coppa Italia. Semifinale di Coppa FIPH. - 2016-2017 · 2º in Serie A, semifinale dei play-off scudetto. Semifinale di Coppa Italia. Finale di Coppa FIPH. - 2017-2018 · 9º in Serie A. Superfinal di Coppa Italia. Semifinale di Coppa FIRS. - 2018-2019 · 9º in Serie A. Quinto turno di Coppa Italia. Prima fase di Coppa FIRS. - 2019-2020 · 6º in Serie A . Sesto turno di Coppa Italia . Prima fase di Coppa FIRS . - 2020-2021 · 8º in Serie A, 3º al Play-off Round, quarti di finale dei play-off scudetto. Quarti di finale di Coppa Italia. - 2021-2022 · 8º in Serie A, 3º al Play-off Round, quarti di finale dei play-off scudetto. Semifinale di Coppa Italia. - 2022-2023 · 8º in Serie A, 4º al Qualification Round, vince i play-out salvezza. |

## Statistiche

### Partecipazione ai campionati
| Livello | Categoria | Partecipazioni | Debutto   | Ultima stagione | Totale |
| ------- | --------- | -------------- | --------- | --------------- | ------ |
| 1º      | Serie A1  | 7              | 2009-2010 | 2015-2016       | 14     |
| 1º      | Serie A   | 7              | 2016-2017 | 2022-2023       | 14     |
| 2º      | Serie A2  | 1              | 2008-2009 | 2008-2009       | 1      |
| 3º      | Serie B   | 4              | 2004-2005 | 2007-2008       | 4      |

### Partecipazioni alle coppe nazionali
| Competizione        | Partecipazioni | Debutto   | Ultima stagione |
| ------------------- | -------------- | --------- | --------------- |
| Coppa Italia        | 13             | 2009-2010 | 2021-2022       |
| Coppa FIPH/FIRS     | 5              | 2015-2016 | 2019-2020       |
| Supercoppa italiana | 1              | 2014      | 2014            |

### Partecipazioni alle coppe internazionali
| Competizione                    | Partecipazioni | Debutto | Ultima stagione |
| ------------------------------- | -------------- | ------- | --------------- |
| Confederation Cup/President Cup | 1              | 2010    | 2010            |